# Verwaltungsgemeinschaft Aindling
Die Verwaltungsgemeinschaft Aindling liegt im schwäbischen Landkreis Aichach-Friedberg und wird von folgenden Gemeinden gebildet:
1. Aindling, Markt, 4711 Einwohner, 31,38 km²
2. Petersdorf, 1731 Einwohner, 19,49 km²
3. Todtenweis, 1479 Einwohner, 20,25 km²

Sitz der Verwaltungsgemeinschaft ist Aindling.
Der Verwaltungsgemeinschaft gehörte ursprünglich außerdem die Gemeinde Rehling an, die mit Wirkung ab 1. Januar 1980 entlassen wurde und sich seither allein verwaltet.